# Jǫrð
Jǫrð ("Terra", pronunciato [ˈjɔrð] in islandese o  Fjörgyn, ma spesso anglicizzato in Jord o Jorth) è nella mitologia norrena, l'antica dea della terra, una jǫtunn femminile accettata tra gli Æsir.
Era ricordata nella cosmogonia scandinava come figlia di Nótt e di Annarr.
Era l’amante di Odino e madre di Thor. È la personificazione della terra non civilizzata, chiamata anche Fjǫrgyn o Hlóðyn. Il suo nome appare spesso nella poesia scaldica e nelle kennigar.

## Etimologia
Jǫrð era la parola comunemente usata per indicare l'antica terra nordica, ma viene utilizzata ancora oggi dai discendenti delle popolazioni nordiche, nelle moderne lingue scandinave (islandese: jörð; faroese: jørð; danese/svedese/norvegese: jord).
Da essa deriva, ad esempio, l’inglese odierno “Earth” (“Terra”).

## Apparizioni

### Gylfaginning
In Gylfaginning (L'Inganno di Gylfi), Jǫrð è descritta una dei partner sessuali di Odino e madre di Thor. È figlia di Annarr e Nótt e sorellastra di Auðr e Dagr. Tuttavia, lo studioso Haukur Thorgeirsson sottolinea che i quattro manoscritti di Gylfaginning contengono varie descrizioni dei rapporti familiari tra Nótt, Jǫrð, Dagr e Dellingr. A seconda del manoscritto, la madre di Dagr (e quindi partner di Dellingr) può essere Jǫrð o Nótt. Haukur evidenzia che "il manoscritto più antico, U, contiene la versione secondo la quale Jǫrð è la moglie di Dellingr e la madre di Dagr, mentre gli altri manoscritti, R, W e T, vedono Nótt nel ruolo di moglie di Dellingr e madre di Dagr" e aggiunge che "la versione U è nata per caso, quando lo scrittore di U o un suo antecedente ha accorciato un testo simile a quello dei manoscritti R, W e T. Le conseguenze di questo caso si sono poi diffuse nella tradizione poetica islandese".

### Skáldskaparmál
In Skáldskaparmál, di Snorri Sturluson, Jǫrð (personificazione della terra) è denominata rivale della moglie di Odino, Frigg, e delle sue altre concubine gigantesse, Rindr e Gunnlöð, la suocera di Sif, moglie di Thor, figlia di Nótt e sorella di Auðr e Dagr.

### Edda poetica
Nella Lokasenna, Thor è chiamato "Jarðar burr" ("figlio di Jǫrð"). Nello stesso verso, in Vǫluspá, è descritta come "mǫgr Hlóðyniar" e "Fjǫrgyniar burr" (figlio di Hlóðyn, figlio di Fjǫrgyn). Quel "Hlóðyn" altrimenti sconosciuto, quindi, è semplicemente un altro nome di Jǫrð. Si pensa che la dea fosse identica a Hludana, alla quale molte tavolette votive romane ritrovate nel Basso Reno erano dedicate.